# Oslušni svaki val
»Oslušni svaki val« je skladba in štirinajsti single glasbene skupine Pepel in kri. Single je bil izdan leta 1982 pri založbi ZKP RTV Ljubljana.
S skladbo »Oslušni svaki val« je skupina Pepel in kri sodelovala na Splitskem festivalu 1982.

## Seznam skladb
| A stran | A stran             | A stran |
| Št.     | Naslov              | Dolžina |
| ------- | ------------------- | ------- |
| 1.      | „Oslušni svaki val‟ | 2:53    |

| B stran | B stran                | B stran |
| Št.     | Naslov                 | Dolžina |
| ------- | ---------------------- | ------- |
| 1.      | „Zemljo moja ponosita‟ | 2:38    |